# 毛圻
毛圻，山東历城人，清朝政治人物。举人出身。
乾隆五十年（1785年），擔任清朝廣州府南海縣知縣。后由嚴守田接任。